# Arrondissement judiciaire de Neufchâteau
Subdivisions
L'arrondissement judiciaire de Neufchâteau était l'un des trois arrondissements judiciaires de la province belge de Luxembourg et un des neuf qui dépendaient du ressort de la Cour d'appel de Liège. Il fut formé le 18 juin 1869 lors de l'adoption de la loi sur l'organisation judiciaire et fait partie de l'arrondissement judiciaire du Luxembourg depuis la fusion des arrondissements judiciaires de 2014.

## Composition
L'arrondissement judiciaire de Neufchâteau était divisé en 2 cantons judiciaires,. Il comprenait 17 communes, celles de l'arrondissement administratif de Neufchâteau et cinq des huit communes de l'arrondissement administratif de Bastogne.
Note : les chiffres et les lettres représentent ceux situés sur la carte.
1. Saint-Hubert–Bouillon–Paliseul
      1. Bertrix
  2. Bouillon
  3. Daverdisse
  4. Herbeumont
  5. Libin
  6. Paliseul
  7. Saint-Hubert
  8. Tellin
  9. Wellin
2. Bastogne-Neufchâteau
      1. Bastogne
  2. Bertogne
  3. Fauvillers
  4. Léglise
  5. Libramont-Chevigny
  6. Neufchâteau
  7. Sainte-Ode
  8. Vaux-sur-Sûre